# Валлиш, Эрна
Эрна Валлиш (нем. Erna Wallisch; 10 февраля 1922, Бенсхаузен, Веймарская республика — 16 февраля 2008, Вена, Австрия) — женщина-охранник в двух нацистских концлагерях в 1941—1944 годах.
Нацистская преступница, избежавшая наказания. На 2007 год была седьмой в Списке самых разыскиваемых военных преступников Центра Визенталя.

## Биография
Родилась в 1922 году в семье почтового служащего. Окончив школу, шесть месяцев служила в Имперской службе труда, затем работала домработницей.
В 1941 году в возрасте 19 лет вступила в НСДАП и прошла обучение для службы в Женских вспомогательных подразделениях СС.
В течение года работала охранником концлагеря Равенсбрюк, в 1942 году переведена в Польшу в концлагерь Майданек.
В концлагере познакомилась со своим будущем мужем — охранником этого же концлагеря Георгом Валлишем, забеременела в мае 1943 года и вышла за него замуж в декабре 1943 года.
По свидетельствам, она была жестоким охранником, садистки избивала женщин и детей по их пути следования в газовые камеры, лично участвовала в селекции заключенных к казни.

Ту беременную женщину-монстра, которая теряла самообладание и нападала на нас, похоже, так и не призвали к ответу. Беременная ударила лежавшего на полу мальчика чем-то вроде кнута. У ребенка из головы хлынула кровь, он не подавал признаков жизни. Я никогда не забуду вспотевшее лицо этого запыхавшегося монстра.— бывшая заключенная концлагеря Майденек Ядвига Ландовска
15 января 1944 года, в связи со скорым рождением ребёнка, окончила службу в концлагере, и поселилась в Вене. Весной 1945 года Вена была освобождена русскими солдатами, но после войны район города, где проживала Валлиш, оказался в Американской зоне оккупации. В 1946 году из американского лагеря интернированных в Вену приехал и её муж.
После войны жила в Вене, своё нацистское прошлое не скрывала, являлась членом Общества взаимопомощи бывших членов войск СС.

## Преследование
В 1970 году в Вене по инициативе Центра Визенталя в отношении неё было начато расследование, но в 1973 году прокурор Австрии отказался от обвинения ввиду того, что согласно изменённого в тот год австрийского законодательства, истек срок давности для пособничества в убийстве.
В 2005 году историк Эфраим Зурофф призвал привлечь Валлиш к уголовной ответственности, но глава минюста Австрии заявил об отсутствии достоверных доказательств в прямом убийстве.
В 2006 году дело в отношении Валлиш было заведено в Польше, где законодательно отсутствует срок давности для подобных военных преступлений (ей бы грозило пожизненное заключение), и где на тот момент ещё проживали пятеро бывших заключённых концлагеря Майденек, готовых дать показания на Валлиш. Но Австрией было отказано в выдаче Валлиш.
В 2007 году британский журналист Гай Уолтерс в ходе работы над книгой об избежавших наказания нацистских преступниках «Охота на зло» без труда нашёл Эрну Валлиш в Вене, от разговора она отказалась.

Вся проблема в том, что слишком многие в Австрии считают, что события середины прошлого века должны остаться лишь на страницах книг по истории. Это бред. Госпожа Валлиш — не история. Она жива, и мы обязаны судить ее за тех людей, кого она преждевременно превратила в историю.— Эфраим Зурофф, директор Центра Визенталя, 2007 год
Эрна Валлиш умерла 16 февраля 2008 года в возрасте 86 лет в больнице, похоронена на венском кладбище Зиверинг.
Дело, заведённое на неё в Польше — закрыто в связи со смертью обвиняемой.